# Abra alba
Abra alba es una especie de molusco bivalvo de la familia Semelidae. Está presente en el noreste del océano Atlántico, el mar Mediterráneo y alrededor de las Azores, donde vive cerca de la costa en áreas poco profundas y enterradas en sedimentos blandos.

## Historia
Fue originalmente descrita por el zoologista inglés William Wood en su libro  Observations on the hinges of British Bivalve shells (1802).

## Características
Es una concha pequeña, delgada y frágil; aplanada y de forma ovalada, con líneas concéntricas que hacen notorias las etapas de su crecimiento. Las conchas son brillantes y algo translúcidas, de un blanco sucio, con el perióstraco de café claro, y son blancas por el interior. El ligamento que une las conchas es una banda arqueada que se puede ver desde el exterior en un color café. La mayoría de los especímenes viven solo un año, alcanzando longitudes de 1,2-1,4 cm. Los ejemplares que viven dos años crecen hasta los 1,3-1,6 cm y la longitud máxima alcanzada es de 2,0-2,5 cm. En su juventud es más translúcida, pequeña y con conchas más simétricas.
La producción de un gran número de pequeños huevos sugiere que Abra alba tiene un desarrollo larvario con una larga vida pelágica. Su período óptimo de desove se encuentra entre mayo y agosto. En la primera etapa después de la larvaria, su concha tienen una longitud de entre 0,2 mm y 0,30 mm. Los ejemplares que se asientan a principios del verano crecen rápidamente, mientras que los que lo hacen a finales del verano o en otoño aparentemente crecen hasta la primavera siguiente. Abra alba se alimenta de sedimentos por medio de sifones extensibles y separados individualmente. El sifón de inhalación se mueve a tientas ampliamente sobre la superficie del sustrato, activamente succionando los detritos.
La abundancia de Abra alba típicamente fluctúa ampliamente de un año a otro debido a la variación en el éxito de reclutamiento o la mortalidad de los adultos. El organismo es capaz de explotar rápidamente cualquier nuevo sustrato adecuado para la colonización, ya sea a través del reclutamiento de larvas, asentamientos secundarios o la redistribución de adultos después de tormentas.

## Distribución
Vive en un amplio rango de sustratos, más comúnmente en arena delgada y limosa, y con menos frecuencia en lodo o grava. Es una especie común en la zona cercana a la costa, rara vez encontrada a más de 30 km de la misma. Localmente, Abra alba alcanza  densidades muy altas: hasta aproximadamente 14.000 individuos por m² durante 1976-1986 y aproximadamente 5.000 ind./m² durante 1994-2001.
Se distribuye alrededor de las costas de Gran Bretaña e Irlanda, sobre todo en el mar del Norte, y también está presente en el mar Mediterráneo y alrededor de las Azores. Específicamente, A. alba es muy abundante en la parte sureste del área marítima de Oyster Ground y la de Frisian Front. También está presente cerca de la costa holandesa y en el área de Voordelta, donde su distribución se extiende hacia Westerschelde y Grevelingenmeer. Las densidades más altas en el área de Delta se encuentran en Oosterschelde. Está presente en bajas densidades en la parte occidental del mar de Frisia y en el banco de arena Balgzand. La biomasa más alta se encuentra a lo largo de la costa holandesa y en la parte central del área Frisian Front. Otras investigaciones encontraron a la especie confinada en una franja más o menos estrecha de fondo marino cerca de la costa.